# The Sweat-Box (film 1913)
The Sweat-Box è un cortometraggio muto del 1913 diretto da Dell Henderson.

## Produzione
Il film fu prodotto dalla Biograph Company.

## Distribuzione
Distribuito dalla General Film Company, il film - un cortometraggio di 150 metri - uscì nelle sale cinematografiche USA il 17 luglio 1913.
Non si conoscono copie ancora esistenti della pellicola che viene considerata presumibilmente perduta.